# Mazatlán
Mazatlán je město v mexickém státě Sinaloa. Leží na pobřeží Tichého oceánu; je označováno jako Pacifická perla. Město bylo založeno 14. května 1531 armádou Španělů a indiánskými osadníky.
Hlavním mazatlánským letištěm je letiště generála Rafaela Buelny.

## Původ názvu
Jméno Mazatlán pochází z aztéčtiny a znamená „země jelenů“ (mazatl: „jelen“, tlan: „země“ nebo „místo“).